# 王继超
王继超（1957年3月—），贵州威宁人，彝族，中华人民共和国政治人物、第十二届全国人民代表大会贵州地区代表。
毕业于中央民族学院彝文古籍，任贵州省毕节市彝文文献翻译研究中心主任。2013年，担任全国人大代表。